# Lista di asteroidi (703001-704000)
Di seguito una lista di asteroidi dal numero 703001  al 704000 con data di scoperta e scopritore.

## 703001–703100
| Nome   | Designazione provvisoria | Data di scoperta  | Scopritore                    |
| ------ | ------------------------ | ----------------- | ----------------------------- |
| 703001 | 2006 WB218               | 15 settembre 2009 | Spacewatch                    |
| 703002 | 2006 WX218               | 4 gennaio 2016    | Pan-STARRS                    |
| 703003 | 2006 WE220               | 19 novembre 2006  | Spacewatch                    |
| 703004 | 2006 WP220               | 30 aprile 2016    | Pan-STARRS                    |
| 703005 | 2006 WY222               | 12 ottobre 2015   | Pan-STARRS                    |
| 703006 | 2006 WF223               | 16 novembre 2006  | Mount Lemmon Survey           |
| 703007 | 2006 WM223               | 8 marzo 2013      | Pan-STARRS                    |
| 703008 | 2006 WB225               | 23 dicembre 2017  | Pan-STARRS                    |
| 703009 | 2006 WA229               | 24 novembre 2006  | Mount Lemmon Survey           |
| 703010 | 2006 WQ231               | 20 novembre 2006  | Spacewatch                    |
| 703011 | 2006 WQ232               | 22 novembre 2006  | Spacewatch                    |
| 703012 | 2006 WV232               | 23 novembre 2006  | Mount Lemmon Survey           |
| 703013 | 2006 WJ234               | 19 novembre 2006  | Spacewatch                    |
| 703014 | 2006 WE238               | 20 novembre 2006  | Spacewatch                    |
| 703015 | 2006 XX13                | 10 dicembre 2006  | Spacewatch                    |
| 703016 | 2006 XB28                | 19 novembre 2006  | Spacewatch                    |
| 703017 | 2006 XO29                | 22 novembre 2006  | Spacewatch                    |
| 703018 | 2006 XS38                | 11 dicembre 2006  | Spacewatch                    |
| 703019 | 2006 XH39                | 11 dicembre 2006  | Spacewatch                    |
| 703020 | 2006 XV40                | 12 dicembre 2006  | Spacewatch                    |
| 703021 | 2006 XD47                | 13 dicembre 2006  | Mount Lemmon Survey           |
| 703022 | 2006 XV50                | 27 novembre 2006  | Mount Lemmon Survey           |
| 703023 | 2006 XG51                | 13 dicembre 2006  | Spacewatch                    |
| 703024 | 2006 XC60                | 14 dicembre 2006  | Spacewatch                    |
| 703025 | 2006 XX61                | 17 novembre 2006  | Spacewatch                    |
| 703026 | 2006 XO71                | 15 dicembre 2006  | Mount Lemmon Survey           |
| 703027 | 2006 XD77                | 4 maggio 2009     | Mount Lemmon Survey           |
| 703028 | 2006 XJ77                | 16 agosto 2009    | Spacewatch                    |
| 703029 | 2006 XT77                | 24 gennaio 2011   | Spacewatch                    |
| 703030 | 2006 XR79                | 24 settembre 2009 | Spacewatch                    |
| 703031 | 2006 XS79                | 4 gennaio 2012    | Mount Lemmon Survey           |
| 703032 | 2006 XT79                | 25 luglio 2014    | Pan-STARRS                    |
| 703033 | 2006 XB83                | 13 dicembre 2006  | Spacewatch                    |
| 703034 | 2006 YF24                | 21 dicembre 2006  | Spacewatch                    |
| 703035 | 2006 YL25                | 21 dicembre 2006  | Spacewatch                    |
| 703036 | 2006 YY27                | 21 dicembre 2006  | Spacewatch                    |
| 703037 | 2006 YF42                | 22 dicembre 2006  | Spacewatch                    |
| 703038 | 2006 YM44                | 25 dicembre 2006  | Spacewatch                    |
| 703039 | 2006 YF53                | 9 gennaio 2007    | Mount Lemmon Survey           |
| 703040 | 2006 YW56                | 10 dicembre 2006  | Spacewatch                    |
| 703041 | 2006 YH57                | 21 dicembre 2006  | Spacewatch                    |
| 703042 | 2006 YR57                | 27 marzo 2012     | Mount Lemmon Survey           |
| 703043 | 2006 YE58                | 27 settembre 2009 | CSS                           |
| 703044 | 2006 YA59                | 9 ottobre 2016    | Pan-STARRS                    |
| 703045 | 2006 YH59                | 12 luglio 2013    | Pan-STARRS                    |
| 703046 | 2006 YO59                | 19 ottobre 2012   | Pan-STARRS                    |
| 703047 | 2006 YU59                | 21 dicembre 2006  | L. H. Wasserman               |
| 703048 | 2006 YL62                | 28 agosto 2014    | Pan-STARRS                    |
| 703049 | 2006 YM62                | 21 dicembre 2006  | Mount Lemmon Survey           |
| 703050 | 2006 YQ63                | 24 novembre 2006  | Spacewatch                    |
| 703051 | 2006 YF65                | 28 agosto 2009    | Spacewatch                    |
| 703052 | 2006 YO66                | 27 dicembre 2006  | CSS                           |
| 703053 | 2006 YD68                | 21 dicembre 2006  | L. H. Wasserman               |
| 703054 | 2007 AY1                 | 9 gennaio 2007    | Spacewatch                    |
| 703055 | 2007 AA7                 | 24 maggio 2001    | J. L. Elliot, L. H. Wasserman |
| 703056 | 2007 AC9                 | 11 gennaio 2007   | LUSS                          |
| 703057 | 2007 AL11                | 14 gennaio 2007   | W. Ries                       |
| 703058 | 2007 AV13                | 27 dicembre 2006  | Spacewatch                    |
| 703059 | 2007 AV15                | 10 gennaio 2007   | Mount Lemmon Survey           |
| 703060 | 2007 AF29                | 10 gennaio 2007   | Mount Lemmon Survey           |
| 703061 | 2007 AR32                | 15 gennaio 2007   | Osservatorio di Mauna Kea     |
| 703062 | 2007 AF34                | 9 ottobre 2015    | Pan-STARRS                    |
| 703063 | 2007 AT34                | 10 gennaio 2007   | Mount Lemmon Survey           |
| 703064 | 2007 AL35                | 3 febbraio 2008   | Mount Lemmon Survey           |
| 703065 | 2007 AG36                | 2 febbraio 2008   | Mount Lemmon Survey           |
| 703066 | 2007 AC38                | 6 ottobre 2016    | Pan-STARRS                    |
| 703067 | 2007 AO38                | 1 luglio 2016     | Pan-STARRS                    |
| 703068 | 2007 AS38                | 10 gennaio 2007   | Spacewatch                    |
| 703069 | 2007 BZ9                 | 17 gennaio 2007   | Spacewatch                    |
| 703070 | 2007 BY12                | 17 gennaio 2007   | Spacewatch                    |
| 703071 | 2007 BU13                | 17 gennaio 2007   | Spacewatch                    |
| 703072 | 2007 BH23                | 17 gennaio 2007   | Spacewatch                    |
| 703073 | 2007 BZ24                | 28 novembre 2006  | Mount Lemmon Survey           |
| 703074 | 2007 BH31                | 15 dicembre 2001  | LINEAR                        |
| 703075 | 2007 BQ35                | 24 gennaio 2007   | Mount Lemmon Survey           |
| 703076 | 2007 BX47                | 26 gennaio 2007   | Spacewatch                    |
| 703077 | 2007 BZ50                | 24 gennaio 2007   | Spacewatch                    |
| 703078 | 2007 BT53                | 24 gennaio 2007   | Spacewatch                    |
| 703079 | 2007 BH59                | 17 gennaio 2007   | Spacewatch                    |
| 703080 | 2007 BH62                | 27 gennaio 2007   | Spacewatch                    |
| 703081 | 2007 BK69                | 27 gennaio 2007   | Mount Lemmon Survey           |
| 703082 | 2007 BS70                | 10 gennaio 2007   | Spacewatch                    |
| 703083 | 2007 BY70                | 28 gennaio 2007   | Mount Lemmon Survey           |
| 703084 | 2007 BD72                | 28 gennaio 2007   | Spacewatch                    |
| 703085 | 2007 BY84                | 20 novembre 2006  | Mount Lemmon Survey           |
| 703086 | 2007 BA87                | 27 ottobre 2005   | Spacewatch                    |
| 703087 | 2007 BS91                | 21 dicembre 2006  | L. H. Wasserman               |
| 703088 | 2007 BT93                | 6 aprile 2008     | Spacewatch                    |
| 703089 | 2007 BC104               | 17 settembre 2009 | Spacewatch                    |
| 703090 | 2007 BE104               | 27 settembre 2009 | Mount Lemmon Survey           |
| 703091 | 2007 BD105               | 24 settembre 2009 | Spacewatch                    |
| 703092 | 2007 BL105               | 26 ottobre 2009   | Mount Lemmon Survey           |
| 703093 | 2007 BW105               | 24 settembre 2009 | Mount Lemmon Survey           |
| 703094 | 2007 BE106               | 30 aprile 2016    | Pan-STARRS                    |
| 703095 | 2007 BX106               | 3 aprile 2011     | Pan-STARRS                    |
| 703096 | 2007 BE107               | 14 agosto 2016    | Pan-STARRS                    |
| 703097 | 2007 BA110               | 27 gennaio 2007   | Mount Lemmon Survey           |
| 703098 | 2007 BZ111               | 31 marzo 2013     | Mount Lemmon Survey           |
| 703099 | 2007 BJ112               | 8 ottobre 2016    | Pan-STARRS                    |
| 703100 | 2007 BJ113               | 3 maggio 2008     | Spacewatch                    |

## 703101–703200
| Nome   | Designazione provvisoria | Data di scoperta  | Scopritore                |
| ------ | ------------------------ | ----------------- | ------------------------- |
| 703101 | 2007 BB115               | 17 gennaio 2007   | Spacewatch                |
| 703102 | 2007 BW115               | 28 gennaio 2007   | Mount Lemmon Survey       |
| 703103 | 2007 BX117               | 25 gennaio 2007   | Spacewatch                |
| 703104 | 2007 BZ118               | 17 gennaio 2007   | Mount Lemmon Survey       |
| 703105 | 2007 BN119               | 17 gennaio 2007   | Spacewatch                |
| 703106 | 2007 CW23                | 7 febbraio 2007   | NEAT                      |
| 703107 | 2007 CX28                | 24 gennaio 2007   | CSS                       |
| 703108 | 2007 CO39                | 10 gennaio 2007   | Spacewatch                |
| 703109 | 2007 CC64                | 17 febbraio 2007  | Spacewatch                |
| 703110 | 2007 CW75                | 14 febbraio 2007  | Osservatorio di Mauna Kea |
| 703111 | 2007 CT78                | 6 febbraio 2007   | LUSS                      |
| 703112 | 2007 CK80                | 9 gennaio 2007    | Spacewatch                |
| 703113 | 2007 CX80                | 6 febbraio 2007   | Mount Lemmon Survey       |
| 703114 | 2007 CM81                | 7 febbraio 2007   | Spacewatch                |
| 703115 | 2007 DV6                 | 17 febbraio 2007  | Mount Lemmon Survey       |
| 703116 | 2007 DX19                | 17 febbraio 2007  | Spacewatch                |
| 703117 | 2007 DT23                | 17 febbraio 2007  | Spacewatch                |
| 703118 | 2007 DO44                | 17 febbraio 2007  | Mount Lemmon Survey       |
| 703119 | 2007 DM47                | 21 febbraio 2007  | Mount Lemmon Survey       |
| 703120 | 2007 DY60                | 27 dicembre 2006  | Mount Lemmon Survey       |
| 703121 | 2007 DS63                | 21 febbraio 2007  | Spacewatch                |
| 703122 | 2007 DN66                | 21 febbraio 2007  | Spacewatch                |
| 703123 | 2007 DH68                | 31 marzo 2003     | Spacewatch                |
| 703124 | 2007 DP68                | 21 febbraio 2007  | Spacewatch                |
| 703125 | 2007 DB71                | 21 febbraio 2007  | Spacewatch                |
| 703126 | 2007 DT72                | 21 febbraio 2007  | Spacewatch                |
| 703127 | 2007 DR73                | 21 febbraio 2007  | Spacewatch                |
| 703128 | 2007 DJ87                | 23 febbraio 2007  | Spacewatch                |
| 703129 | 2007 DM91                | 23 agosto 2003    | Cerro Tololo Obs.         |
| 703130 | 2007 DA102               | 27 gennaio 2007   | Spacewatch                |
| 703131 | 2007 DZ119               | 28 marzo 2011     | Mount Lemmon Survey       |
| 703132 | 2007 DU120               | 17 febbraio 2007  | Mount Lemmon Survey       |
| 703133 | 2007 DX122               | 16 agosto 2009    | Spacewatch                |
| 703134 | 2007 DC123               | 25 febbraio 2007  | CSS                       |
| 703135 | 2007 DG123               | 25 febbraio 2007  | Mount Lemmon Survey       |
| 703136 | 2007 DN123               | 27 settembre 2009 | Spacewatch                |
| 703137 | 2007 DW123               | 7 maggio 2014     | Pan-STARRS                |
| 703138 | 2007 DX123               | 12 settembre 2009 | Spacewatch                |
| 703139 | 2007 DS124               | 21 febbraio 2007  | Mount Lemmon Survey       |
| 703140 | 2007 DQ127               | 25 febbraio 2007  | Spacewatch                |
| 703141 | 2007 DN128               | 19 febbraio 2007  | Mount Lemmon Survey       |
| 703142 | 2007 DY130               | 21 febbraio 2007  | Mount Lemmon Survey       |
| 703143 | 2007 DK132               | 23 gennaio 2007   | W. Bickel                 |
| 703144 | 2007 DP132               | 23 febbraio 2007  | Spacewatch                |
| 703145 | 2007 EE6                 | 10 settembre 2004 | Spacewatch                |
| 703146 | 2007 EO6                 | 21 febbraio 2007  | Mount Lemmon Survey       |
| 703147 | 2007 EF22                | 23 febbraio 2007  | Mount Lemmon Survey       |
| 703148 | 2007 ER24                | 10 marzo 2007     | Mount Lemmon Survey       |
| 703149 | 2007 EM25                | 10 marzo 2007     | Mount Lemmon Survey       |
| 703150 | 2007 EM27                | 28 gennaio 2007   | Spacewatch                |
| 703151 | 2007 EN40                | 12 marzo 2007     | W. Ries                   |
| 703152 | 2007 EZ40                | 9 marzo 2007      | Spacewatch                |
| 703153 | 2007 EB55                | 12 marzo 2007     | Mount Lemmon Survey       |
| 703154 | 2007 EF56                | 12 marzo 2007     | Spacewatch                |
| 703155 | 2007 EJ60                | 28 gennaio 2007   | Spacewatch                |
| 703156 | 2007 EM61                | 10 marzo 2007     | Spacewatch                |
| 703157 | 2007 EQ63                | 25 febbraio 2007  | Spacewatch                |
| 703158 | 2007 ET68                | 10 marzo 2007     | Spacewatch                |
| 703159 | 2007 ED70                | 10 marzo 2007     | Mount Lemmon Survey       |
| 703160 | 2007 EB73                | 10 marzo 2007     | Mount Lemmon Survey       |
| 703161 | 2007 EK73                | 25 febbraio 2007  | Spacewatch                |
| 703162 | 2007 EL91                | 28 gennaio 2007   | Mount Lemmon Survey       |
| 703163 | 2007 EO93                | 25 febbraio 2007  | Mount Lemmon Survey       |
| 703164 | 2007 EG95                | 10 marzo 2007     | Mount Lemmon Survey       |
| 703165 | 2007 EK103               | 11 marzo 2007     | Mount Lemmon Survey       |
| 703166 | 2007 EG111               | 11 marzo 2007     | Spacewatch                |
| 703167 | 2007 EH116               | 13 marzo 2007     | Mount Lemmon Survey       |
| 703168 | 2007 EV121               | 14 marzo 2007     | Mount Lemmon Survey       |
| 703169 | 2007 EY123               | 14 marzo 2007     | Mount Lemmon Survey       |
| 703170 | 2007 EP131               | 9 marzo 2007      | Mount Lemmon Survey       |
| 703171 | 2007 EU143               | 12 marzo 2007     | Spacewatch                |
| 703172 | 2007 EQ145               | 12 marzo 2007     | Mount Lemmon Survey       |
| 703173 | 2007 EE148               | 12 marzo 2007     | Mount Lemmon Survey       |
| 703174 | 2007 EY150               | 12 marzo 2007     | Mount Lemmon Survey       |
| 703175 | 2007 ES151               | 12 marzo 2007     | Mount Lemmon Survey       |
| 703176 | 2007 EG185               | 14 marzo 2007     | Mount Lemmon Survey       |
| 703177 | 2007 EJ187               | 15 marzo 2007     | Mount Lemmon Survey       |
| 703178 | 2007 ED189               | 13 marzo 2007     | Mount Lemmon Survey       |
| 703179 | 2007 ED202               | 9 marzo 2007      | Spacewatch                |
| 703180 | 2007 EZ204               | 11 marzo 2007     | Spacewatch                |
| 703181 | 2007 EJ205               | 11 marzo 2007     | Spacewatch                |
| 703182 | 2007 EN209               | 15 marzo 2007     | Mount Lemmon Survey       |
| 703183 | 2007 EY225               | 10 marzo 2007     | Mount Lemmon Survey       |
| 703184 | 2007 EF226               | 13 marzo 2007     | Spacewatch                |
| 703185 | 2007 EQ226               | 27 gennaio 2003   | NEAT                      |
| 703186 | 2007 EN227               | 28 novembre 2013  | Mount Lemmon Survey       |
| 703187 | 2007 EU227               | 9 marzo 2007      | Spacewatch                |
| 703188 | 2007 EM230               | 7 novembre 2015   | Pan-STARRS                |
| 703189 | 2007 EK231               | 18 marzo 2018     | Pan-STARRS                |
| 703190 | 2007 EC232               | 24 settembre 2008 | Spacewatch                |
| 703191 | 2007 EY232               | 19 maggio 2018    | Pan-STARRS                |
| 703192 | 2007 EH233               | 25 dicembre 2017  | Pan-STARRS                |
| 703193 | 2007 EU233               | 20 settembre 2014 | Pan-STARRS                |
| 703194 | 2007 EB234               | 14 febbraio 2012  | Pan-STARRS                |
| 703195 | 2007 EO234               | 8 febbraio 2011   | Mount Lemmon Survey       |
| 703196 | 2007 ER234               | 14 luglio 2016    | Mount Lemmon Survey       |
| 703197 | 2007 EU234               | 30 aprile 2008    | Spacewatch                |
| 703198 | 2007 EH235               | 8 luglio 2014     | Pan-STARRS                |
| 703199 | 2007 EQ235               | 15 febbraio 2012  | Pan-STARRS                |
| 703200 | 2007 ES235               | 15 marzo 2007     | Spacewatch                |

## 703201–703300
| Nome   | Designazione provvisoria | Data di scoperta  | Scopritore          |
| ------ | ------------------------ | ----------------- | ------------------- |
| 703201 | 2007 EB236               | 25 agosto 2014    | Pan-STARRS          |
| 703202 | 2007 EF236               | 10 marzo 2014     | Mount Lemmon Survey |
| 703203 | 2007 EX236               | 30 luglio 2008    | Mount Lemmon Survey |
| 703204 | 2007 EO243               | 9 marzo 2007      | Mount Lemmon Survey |
| 703205 | 2007 EF244               | 12 marzo 2007     | Mount Lemmon Survey |
| 703206 | 2007 FN5                 | 16 marzo 2007     | Spacewatch          |
| 703207 | 2007 FU12                | 10 marzo 2007     | NEAT                |
| 703208 | 2007 FC17                | 19 ottobre 1999   | Spacewatch          |
| 703209 | 2007 FN19                | 20 marzo 2007     | Mount Lemmon Survey |
| 703210 | 2007 FX19                | 25 ottobre 2005   | Spacewatch          |
| 703211 | 2007 FA30                | 20 marzo 2007     | Spacewatch          |
| 703212 | 2007 FA53                | 25 marzo 2007     | Mount Lemmon Survey |
| 703213 | 2007 FH53                | 19 novembre 2009  | Spacewatch          |
| 703214 | 2007 FZ55                | 26 marzo 2007     | Mount Lemmon Survey |
| 703215 | 2007 FB56                | 20 marzo 2007     | CSS                 |
| 703216 | 2007 FG56                | 2 aprile 2017     | Pan-STARRS          |
| 703217 | 2007 FP56                | 16 marzo 2007     | Spacewatch          |
| 703218 | 2007 FV57                | 12 luglio 2016    | Mount Lemmon Survey |
| 703219 | 2007 FP58                | 1 settembre 2014  | Mount Lemmon Survey |
| 703220 | 2007 FF59                | 20 marzo 2007     | Mount Lemmon Survey |
| 703221 | 2007 FU63                | 16 marzo 2007     | Spacewatch          |
| 703222 | 2007 GP20                | 11 aprile 2007    | Mount Lemmon Survey |
| 703223 | 2007 GF43                | 15 marzo 2007     | Spacewatch          |
| 703224 | 2007 GW44                | 14 aprile 2007    | Spacewatch          |
| 703225 | 2007 GM53                | 26 marzo 2007     | Spacewatch          |
| 703226 | 2007 GL54                | 13 marzo 2007     | Mount Lemmon Survey |
| 703227 | 2007 GC65                | 15 aprile 2007    | Spacewatch          |
| 703228 | 2007 GF66                | 15 aprile 2007    | Spacewatch          |
| 703229 | 2007 GT67                | 15 aprile 2007    | Spacewatch          |
| 703230 | 2007 GX77                | 11 aprile 2007    | Mount Lemmon Survey |
| 703231 | 2007 GZ77                | 14 aprile 2007    | Mount Lemmon Survey |
| 703232 | 2007 GD78                | 26 ottobre 2009   | Spacewatch          |
| 703233 | 2007 GN78                | 30 marzo 2016     | Pan-STARRS          |
| 703234 | 2007 GQ78                | 14 aprile 2007    | Spacewatch          |
| 703235 | 2007 GD79                | 16 marzo 2012     | Spacewatch          |
| 703236 | 2007 GH79                | 18 dicembre 2015  | Mount Lemmon Survey |
| 703237 | 2007 HJ11                | 18 aprile 2007    | Mount Lemmon Survey |
| 703238 | 2007 HL15                | 12 marzo 2007     | CSS                 |
| 703239 | 2007 HD19                | 18 aprile 2007    | Spacewatch          |
| 703240 | 2007 HX19                | 19 ottobre 2003   | Spacewatch          |
| 703241 | 2007 HN20                | 18 aprile 2007    | Spacewatch          |
| 703242 | 2007 HU22                | 18 aprile 2007    | Spacewatch          |
| 703243 | 2007 HO31                | 19 aprile 2007    | Spacewatch          |
| 703244 | 2007 HT43                | 8 dicembre 2005   | Spacewatch          |
| 703245 | 2007 HV44                | 26 marzo 2007     | Mount Lemmon Survey |
| 703246 | 2007 HN45                | 18 aprile 2007    | Spacewatch          |
| 703247 | 2007 HM47                | 20 aprile 2007    | Spacewatch          |
| 703248 | 2007 HQ49                | 20 aprile 2007    | Spacewatch          |
| 703249 | 2007 HF50                | 20 aprile 2007    | Spacewatch          |
| 703250 | 2007 HA60                | 18 aprile 2007    | Mount Lemmon Survey |
| 703251 | 2007 HT60                | 20 aprile 2007    | Mount Lemmon Survey |
| 703252 | 2007 HV63                | 22 aprile 2007    | Mount Lemmon Survey |
| 703253 | 2007 HM69                | 14 marzo 2007     | Spacewatch          |
| 703254 | 2007 HH81                | 25 aprile 2007    | Mount Lemmon Survey |
| 703255 | 2007 HA100               | 20 aprile 2007    | Mount Lemmon Survey |
| 703256 | 2007 HX100               | 29 ottobre 2008   | Mount Lemmon Survey |
| 703257 | 2007 HN101               | 1 aprile 2011     | Spacewatch          |
| 703258 | 2007 HQ101               | 13 aprile 2015    | Pan-STARRS          |
| 703259 | 2007 HB102               | 24 aprile 2007    | Spacewatch          |
| 703260 | 2007 HZ102               | 29 marzo 2012     | Spacewatch          |
| 703261 | 2007 HL103               | 25 aprile 2007    | Spacewatch          |
| 703262 | 2007 HX104               | 22 ottobre 2014   | Mount Lemmon Survey |
| 703263 | 2007 HD105               | 15 marzo 2007     | Mount Lemmon Survey |
| 703264 | 2007 HN105               | 3 settembre 2008  | Spacewatch          |
| 703265 | 2007 HC106               | 27 agosto 2014    | Pan-STARRS          |
| 703266 | 2007 HQ106               | 7 marzo 2017      | Pan-STARRS          |
| 703267 | 2007 HV106               | 27 marzo 2015     | Spacewatch          |
| 703268 | 2007 HA107               | 4 dicembre 2015   | Pan-STARRS          |
| 703269 | 2007 HB107               | 30 gennaio 2017   | Mount Lemmon Survey |
| 703270 | 2007 HL107               | 24 aprile 2007    | Mount Lemmon Survey |
| 703271 | 2007 HS107               | 18 aprile 2007    | Spacewatch          |
| 703272 | 2007 HG109               | 3 aprile 2017     | Pan-STARRS          |
| 703273 | 2007 HL109               | 19 aprile 2007    | Spacewatch          |
| 703274 | 2007 HN110               | 19 aprile 2007    | Spacewatch          |
| 703275 | 2007 HT111               | 25 aprile 2007    | Mount Lemmon Survey |
| 703276 | 2007 HJ112               | 20 aprile 2007    | Spacewatch          |
| 703277 | 2007 HR114               | 16 aprile 2007    | Mount Lemmon Survey |
| 703278 | 2007 HW114               | 18 aprile 2007    | Mount Lemmon Survey |
| 703279 | 2007 HX115               | 22 aprile 2007    | Spacewatch          |
| 703280 | 2007 HR117               | 24 aprile 2007    | Spacewatch          |
| 703281 | 2007 JH12                | 25 aprile 2007    | Mount Lemmon Survey |
| 703282 | 2007 JW12                | 7 maggio 2007     | Spacewatch          |
| 703283 | 2007 JB14                | 20 ottobre 2003   | Spacewatch          |
| 703284 | 2007 JX14                | 20 aprile 2007    | Mount Lemmon Survey |
| 703285 | 2007 JU16                | 7 maggio 2007     | Spacewatch          |
| 703286 | 2007 JJ19                | 9 aprile 2003     | Spacewatch          |
| 703287 | 2007 JQ20                | 18 settembre 2003 | Spacewatch          |
| 703288 | 2007 JH23                | 7 maggio 2007     | Spacewatch          |
| 703289 | 2007 JA28                | 10 maggio 2007    | Spacewatch          |
| 703290 | 2007 JE30                | 11 maggio 2007    | Mount Lemmon Survey |
| 703291 | 2007 JS40                | 12 maggio 2007    | Mount Lemmon Survey |
| 703292 | 2007 JW48                | 12 maggio 2007    | Mount Lemmon Survey |
| 703293 | 2007 JC49                | 16 maggio 2013    | Pan-STARRS          |
| 703294 | 2007 JF49                | 9 maggio 2007     | Mount Lemmon Survey |
| 703295 | 2007 JT49                | 1 luglio 2013     | Pan-STARRS          |
| 703296 | 2007 KC3                 | 11 maggio 2007    | Spacewatch          |
| 703297 | 2007 KZ3                 | 10 maggio 2007    | Mount Lemmon Survey |
| 703298 | 2007 KB4                 | 9 maggio 2007     | Spacewatch          |
| 703299 | 2007 KW5                 | 24 maggio 2007    | Mount Lemmon Survey |
| 703300 | 2007 KD6                 | 10 maggio 2007    | Mount Lemmon Survey |

## 703301–703400
| Nome   | Designazione provvisoria | Data di scoperta  | Scopritore                |
| ------ | ------------------------ | ----------------- | ------------------------- |
| 703301 | 2007 KA10                | 18 ottobre 2012   | Pan-STARRS                |
| 703302 | 2007 KL10                | 21 aprile 2013    | Pan-STARRS                |
| 703303 | 2007 KQ10                | 18 marzo 2018     | Pan-STARRS                |
| 703304 | 2007 KU10                | 18 marzo 2018     | Pan-STARRS                |
| 703305 | 2007 KM11                | 21 febbraio 2017  | Mount Lemmon Survey       |
| 703306 | 2007 KR11                | 25 maggio 2007    | Mount Lemmon Survey       |
| 703307 | 2007 LH6                 | 8 giugno 2007     | Spacewatch                |
| 703308 | 2007 LA11                | 9 giugno 2007     | Spacewatch                |
| 703309 | 2007 LN16                | 10 giugno 2007    | Spacewatch                |
| 703310 | 2007 LZ19                | 9 giugno 2007     | Spacewatch                |
| 703311 | 2007 LY22                | 13 giugno 2007    | Spacewatch                |
| 703312 | 2007 LV27                | 24 aprile 2007    | Mount Lemmon Survey       |
| 703313 | 2007 LZ30                | 12 giugno 2007    | Osservatorio di Mauna Kea |
| 703314 | 2007 LC39                | 24 dicembre 2014  | Mount Lemmon Survey       |
| 703315 | 2007 LD39                | 9 giugno 2007     | Spacewatch                |
| 703316 | 2007 MW1                 | 1 febbraio 2006   | Mount Lemmon Survey       |
| 703317 | 2007 MT6                 | 25 aprile 2007    | Spacewatch                |
| 703318 | 2007 MO11                | 21 giugno 2007    | Mount Lemmon Survey       |
| 703319 | 2007 MF18                | 21 giugno 2007    | Mount Lemmon Survey       |
| 703320 | 2007 MX21                | 22 maggio 2007    | Mount Lemmon Survey       |
| 703321 | 2007 MT23                | 22 giugno 2007    | Spacewatch                |
| 703322 | 2007 MU23                | 22 giugno 2007    | Spacewatch                |
| 703323 | 2007 MD28                | 8 giugno 2012     | Mount Lemmon Survey       |
| 703324 | 2007 ME28                | 8 ottobre 2008    | Spacewatch                |
| 703325 | 2007 MK28                | 15 aprile 2012    | Pan-STARRS                |
| 703326 | 2007 MO28                | 8 febbraio 2011   | Mount Lemmon Survey       |
| 703327 | 2007 MU28                | 11 dicembre 2014  | Mount Lemmon Survey       |
| 703328 | 2007 MZ28                | 20 novembre 2014  | Pan-STARRS                |
| 703329 | 2007 MC29                | 13 gennaio 2016   | Mount Lemmon Survey       |
| 703330 | 2007 MO29                | 3 dicembre 2015   | Mount Lemmon Survey       |
| 703331 | 2007 MX29                | 17 giugno 2007    | Spacewatch                |
| 703332 | 2007 MB30                | 7 novembre 2008   | Mount Lemmon Survey       |
| 703333 | 2007 MG30                | 9 ottobre 2008    | Mount Lemmon Survey       |
| 703334 | 2007 MH30                | 20 aprile 2012    | Mount Lemmon Survey       |
| 703335 | 2007 NX4                 | 15 luglio 2007    | SSS                       |
| 703336 | 2007 NU7                 | 15 luglio 2007    | SSS                       |
| 703337 | 2007 OO1                 | 18 luglio 2007    | V. S. Casulli             |
| 703338 | 2007 OZ1                 | 19 luglio 2007    | N. Teamo, S. F. Hönig     |
| 703339 | 2007 OH2                 | 9 luglio 2007     | LUSS                      |
| 703340 | 2007 OL11                | 18 luglio 2007    | Mount Lemmon Survey       |
| 703341 | 2007 PR2                 | 8 agosto 2007     | W. K. Y. Yeung            |
| 703342 | 2007 PE3                 | 20 giugno 2007    | SSS                       |
| 703343 | 2007 PC6                 | 6 agosto 2007     | LINEAR                    |
| 703344 | 2007 PU10                | 11 agosto 2007    | LINEAR                    |
| 703345 | 2007 PO11                | 9 agosto 2007     | LINEAR                    |
| 703346 | 2007 PH14                | 8 agosto 2007     | LINEAR                    |
| 703347 | 2007 PA16                | 8 agosto 2007     | LINEAR                    |
| 703348 | 2007 PR21                | 9 agosto 2007     | LINEAR                    |
| 703349 | 2007 PN22                | 10 agosto 2007    | J. Lacruz                 |
| 703350 | 2007 PY33                | 10 agosto 2007    | Spacewatch                |
| 703351 | 2007 PM39                | 15 agosto 2007    | W. Ries                   |
| 703352 | 2007 PF42                | 11 agosto 2007    | LONEOS                    |
| 703353 | 2007 PH48                | 15 agosto 2007    | J. Skvarč                 |
| 703354 | 2007 PN48                | 13 settembre 2007 | Mount Lemmon Survey       |
| 703355 | 2007 PM51                | 22 febbraio 2014  | Pan-STARRS                |
| 703356 | 2007 PP51                | 14 maggio 2015    | Pan-STARRS                |
| 703357 | 2007 PD53                | 10 agosto 2007    | Spacewatch                |
| 703358 | 2007 PM53                | 10 agosto 2007    | Spacewatch                |
| 703359 | 2007 PX53                | 10 agosto 2007    | Spacewatch                |
| 703360 | 2007 PL54                | 9 agosto 2007     | Spacewatch                |
| 703361 | 2007 QR2                 | 21 agosto 2007    | R. Ferrando, M. Ferrando  |
| 703362 | 2007 QL7                 | 23 agosto 2007    | Spacewatch                |
| 703363 | 2007 QD12                | 5 ottobre 2003    | Spacewatch                |
| 703364 | 2007 QG15                | 23 agosto 2007    | Spacewatch                |
| 703365 | 2007 QH16                | 23 agosto 2007    | Spacewatch                |
| 703366 | 2007 QK18                | 23 agosto 2007    | Spacewatch                |
| 703367 | 2007 QQ18                | 10 febbraio 2016  | Pan-STARRS                |
| 703368 | 2007 QW18                | 23 agosto 2007    | Spacewatch                |
| 703369 | 2007 QZ20                | 24 agosto 2007    | Spacewatch                |
| 703370 | 2007 RZ                  | 3 settembre 2007  | G. Hug                    |
| 703371 | 2007 RA5                 | 1 settembre 2007  | K. Sárneczky, L. Kiss     |
| 703372 | 2007 RY7                 | 5 settembre 2007  | K. Sárneczky, L. Kiss     |
| 703373 | 2007 RG11                | 5 settembre 2007  | K. Sárneczky, L. Kiss     |
| 703374 | 2007 RB12                | 3 settembre 2007  | CSS                       |
| 703375 | 2007 RC13                | 2 settembre 2007  | CSS                       |
| 703376 | 2007 RR14                | 11 settembre 2007 | F. Kugel                  |
| 703377 | 2007 RF22                | 3 settembre 2007  | CSS                       |
| 703378 | 2007 RX25                | 4 settembre 2007  | Mount Lemmon Survey       |
| 703379 | 2007 RS26                | 4 settembre 2007  | Mount Lemmon Survey       |
| 703380 | 2007 RW35                | 5 marzo 2006      | Spacewatch                |
| 703381 | 2007 RP41                | 9 settembre 2007  | LONEOS                    |
| 703382 | 2007 RD44                | 9 settembre 2007  | Spacewatch                |
| 703383 | 2007 RJ44                | 29 novembre 2003  | Spacewatch                |
| 703384 | 2007 RV45                | 9 settembre 2007  | Spacewatch                |
| 703385 | 2007 RE54                | 9 settembre 2007  | Spacewatch                |
| 703386 | 2007 RD56                | 9 settembre 2007  | Spacewatch                |
| 703387 | 2007 RJ57                | 9 settembre 2007  | Spacewatch                |
| 703388 | 2007 RM57                | 9 settembre 2007  | Spacewatch                |
| 703389 | 2007 RN61                | 10 settembre 2007 | Mount Lemmon Survey       |
| 703390 | 2007 RJ62                | 12 marzo 2005     | Spacewatch                |
| 703391 | 2007 RR62                | 10 settembre 2007 | Mount Lemmon Survey       |
| 703392 | 2007 RS63                | 10 agosto 2007    | Spacewatch                |
| 703393 | 2007 RF66                | 10 settembre 2007 | Mount Lemmon Survey       |
| 703394 | 2007 RP67                | 10 agosto 2007    | Spacewatch                |
| 703395 | 2007 RD71                | 30 settembre 2003 | Spacewatch                |
| 703396 | 2007 RG74                | 30 settembre 2003 | Spacewatch                |
| 703397 | 2007 RV84                | 10 settembre 2007 | Mount Lemmon Survey       |
| 703398 | 2007 RX85                | 10 settembre 2007 | Mount Lemmon Survey       |
| 703399 | 2007 RK90                | 10 settembre 2007 | Mount Lemmon Survey       |
| 703400 | 2007 RM90                | 23 maggio 2006    | Spacewatch                |

## 703401–703500
| Nome   | Designazione provvisoria | Data di scoperta  | Scopritore                |
| ------ | ------------------------ | ----------------- | ------------------------- |
| 703401 | 2007 RR90                | 10 settembre 2007 | Mount Lemmon Survey       |
| 703402 | 2007 RP93                | 5 aprile 2003     | Spacewatch                |
| 703403 | 2007 RF96                | 10 settembre 2007 | Spacewatch                |
| 703404 | 2007 RX98                | 10 settembre 2007 | Spacewatch                |
| 703405 | 2007 RV101               | 11 settembre 2007 | Mount Lemmon Survey       |
| 703406 | 2007 RZ102               | 11 settembre 2007 | Spacewatch                |
| 703407 | 2007 RT108               | 11 settembre 2007 | Spacewatch                |
| 703408 | 2007 RF112               | 11 settembre 2007 | Mount Lemmon Survey       |
| 703409 | 2007 RJ113               | 11 settembre 2007 | Spacewatch                |
| 703410 | 2007 RF115               | 11 settembre 2007 | Spacewatch                |
| 703411 | 2007 RT120               | 19 settembre 2003 | LONEOS                    |
| 703412 | 2007 RO132               | 13 settembre 2007 | Mount Lemmon Survey       |
| 703413 | 2007 RN141               | 13 settembre 2007 | Mount Lemmon Survey       |
| 703414 | 2007 RH148               | 5 settembre 2007  | CSS                       |
| 703415 | 2007 RX154               | 10 settembre 2007 | Mount Lemmon Survey       |
| 703416 | 2007 RR156               | 24 agosto 2007    | Spacewatch                |
| 703417 | 2007 RV160               | 12 settembre 2007 | CSS                       |
| 703418 | 2007 RV164               | 10 settembre 2007 | Spacewatch                |
| 703419 | 2007 RD165               | 10 settembre 2007 | Spacewatch                |
| 703420 | 2007 RL166               | 10 marzo 2005     | Mount Lemmon Survey       |
| 703421 | 2007 RT168               | 10 settembre 2007 | Spacewatch                |
| 703422 | 2007 RZ169               | 10 settembre 2007 | Spacewatch                |
| 703423 | 2007 RG173               | 8 marzo 2005      | Mount Lemmon Survey       |
| 703424 | 2007 RG175               | 10 settembre 2007 | Spacewatch                |
| 703425 | 2007 RM175               | 10 settembre 2007 | Spacewatch                |
| 703426 | 2007 RC176               | 9 settembre 2007  | Mount Lemmon Survey       |
| 703427 | 2007 RQ176               | 10 settembre 2007 | Mount Lemmon Survey       |
| 703428 | 2007 RG182               | 12 settembre 2007 | Mount Lemmon Survey       |
| 703429 | 2007 RN182               | 12 settembre 2007 | Mount Lemmon Survey       |
| 703430 | 2007 RX183               | 13 settembre 2007 | Mount Lemmon Survey       |
| 703431 | 2007 RE185               | 13 settembre 2007 | Mount Lemmon Survey       |
| 703432 | 2007 RY187               | 13 settembre 2007 | Mount Lemmon Survey       |
| 703433 | 2007 RZ192               | 12 settembre 2007 | Spacewatch                |
| 703434 | 2007 RS193               | 12 settembre 2007 | Spacewatch                |
| 703435 | 2007 RD195               | 12 settembre 2007 | Spacewatch                |
| 703436 | 2007 RW200               | 13 settembre 2007 | Spacewatch                |
| 703437 | 2007 RE202               | 13 settembre 2007 | Spacewatch                |
| 703438 | 2007 RT206               | 10 settembre 2007 | Spacewatch                |
| 703439 | 2007 RS209               | 10 settembre 2007 | Spacewatch                |
| 703440 | 2007 RF214               | 12 settembre 2007 | Spacewatch                |
| 703441 | 2007 RQ214               | 12 settembre 2007 | Spacewatch                |
| 703442 | 2007 RT215               | 12 settembre 2007 | Spacewatch                |
| 703443 | 2007 RQ218               | 14 settembre 2007 | Mount Lemmon Survey       |
| 703444 | 2007 RX223               | 10 settembre 2007 | Spacewatch                |
| 703445 | 2007 RL225               | 10 settembre 2007 | Spacewatch                |
| 703446 | 2007 RN225               | 10 settembre 2007 | Spacewatch                |
| 703447 | 2007 RS228               | 19 gennaio 2005   | Spacewatch                |
| 703448 | 2007 RS229               | 11 settembre 2007 | Spacewatch                |
| 703449 | 2007 RS234               | 12 settembre 2007 | Mount Lemmon Survey       |
| 703450 | 2007 RY234               | 5 aprile 2003     | Spacewatch                |
| 703451 | 2007 RP238               | 4 settembre 2007  | CSS                       |
| 703452 | 2007 RG250               | 13 settembre 2007 | Spacewatch                |
| 703453 | 2007 RM250               | 13 settembre 2007 | Spacewatch                |
| 703454 | 2007 RT250               | 13 settembre 2007 | Spacewatch                |
| 703455 | 2007 RY252               | 26 febbraio 2014  | Pan-STARRS                |
| 703456 | 2007 RF259               | 14 settembre 2007 | Mount Lemmon Survey       |
| 703457 | 2007 RE266               | 15 settembre 2007 | Mount Lemmon Survey       |
| 703458 | 2007 RC268               | 8 settembre 2007  | LONEOS                    |
| 703459 | 2007 RH280               | 30 dicembre 2003  | L. Casady, W. G. Dillon   |
| 703460 | 2007 RQ280               | 13 settembre 2007 | CSS                       |
| 703461 | 2007 RQ282               | 14 settembre 2007 | CSS                       |
| 703462 | 2007 RW286               | 5 settembre 2007  | CSS                       |
| 703463 | 2007 RT297               | 3 settembre 2007  | CSS                       |
| 703464 | 2007 RP303               | 14 settembre 2007 | Osservatorio di Mauna Kea |
| 703465 | 2007 RX307               | 13 settembre 2007 | Mount Lemmon Survey       |
| 703466 | 2007 RN312               | 13 settembre 2007 | CSS                       |
| 703467 | 2007 RW312               | 3 settembre 2007  | CSS                       |
| 703468 | 2007 RA316               | 13 settembre 2007 | Spacewatch                |
| 703469 | 2007 RN328               | 10 settembre 2007 | Spacewatch                |
| 703470 | 2007 RP328               | 13 settembre 2007 | Mount Lemmon Survey       |
| 703471 | 2007 RW328               | 10 settembre 2007 | Spacewatch                |
| 703472 | 2007 RZ328               | 13 settembre 2007 | Spacewatch                |
| 703473 | 2007 RR329               | 4 settembre 2007  | CSS                       |
| 703474 | 2007 RY329               | 10 settembre 2007 | Mount Lemmon Survey       |
| 703475 | 2007 RH333               | 25 marzo 2006     | Spacewatch                |
| 703476 | 2007 RJ333               | 10 settembre 2007 | Mount Lemmon Survey       |
| 703477 | 2007 RS333               | 7 marzo 2017      | Pan-STARRS                |
| 703478 | 2007 RU333               | 14 settembre 2007 | Spacewatch                |
| 703479 | 2007 RN334               | 13 ottobre 2016   | Mount Lemmon Survey       |
| 703480 | 2007 RJ335               | 13 settembre 2007 | Spacewatch                |
| 703481 | 2007 RM338               | 29 marzo 2011     | Mount Lemmon Survey       |
| 703482 | 2007 RN338               | 7 novembre 2008   | Mount Lemmon Survey       |
| 703483 | 2007 RY338               | 12 settembre 2007 | Mount Lemmon Survey       |
| 703484 | 2007 RZ338               | 4 settembre 2007  | Mount Lemmon Survey       |
| 703485 | 2007 RB339               | 3 febbraio 2017   | Pan-STARRS                |
| 703486 | 2007 RF339               | 11 gennaio 2010   | Spacewatch                |
| 703487 | 2007 RH339               | 28 settembre 2008 | Mount Lemmon Survey       |
| 703488 | 2007 RL339               | 9 gennaio 2016    | Pan-STARRS                |
| 703489 | 2007 RP339               | 11 settembre 2007 | Mount Lemmon Survey       |
| 703490 | 2007 RS339               | 15 settembre 2007 | Mount Lemmon Survey       |
| 703491 | 2007 RO340               | 15 agosto 2013    | Pan-STARRS                |
| 703492 | 2007 RR340               | 2 novembre 2013   | Mount Lemmon Survey       |
| 703493 | 2007 RW340               | 4 settembre 2007  | Mount Lemmon Survey       |
| 703494 | 2007 RY340               | 9 settembre 2007  | Spacewatch                |
| 703495 | 2007 RB341               | 5 febbraio 2016   | Pan-STARRS                |
| 703496 | 2007 RC341               | 14 settembre 2007 | Spacewatch                |
| 703497 | 2007 RG341               | 11 febbraio 2016  | Pan-STARRS                |
| 703498 | 2007 RK341               | 3 maggio 2006     | Spacewatch                |
| 703499 | 2007 RO341               | 6 febbraio 2016   | Pan-STARRS                |
| 703500 | 2007 RR341               | 8 novembre 2008   | Spacewatch                |

## 703501–703600
| Nome   | Designazione provvisoria | Data di scoperta  | Scopritore               |
| ------ | ------------------------ | ----------------- | ------------------------ |
| 703501 | 2007 RB342               | 17 febbraio 2010  | Spacewatch               |
| 703502 | 2007 RH342               | 21 aprile 2009    | Mount Lemmon Survey      |
| 703503 | 2007 RC343               | 10 settembre 2007 | Spacewatch               |
| 703504 | 2007 RE344               | 16 febbraio 2010  | Spacewatch               |
| 703505 | 2007 RK344               | 28 gennaio 2014   | Mount Lemmon Survey      |
| 703506 | 2007 RP344               | 27 giugno 2011    | Spacewatch               |
| 703507 | 2007 RU346               | 10 settembre 2007 | Mount Lemmon Survey      |
| 703508 | 2007 RA347               | 19 febbraio 2009  | Spacewatch               |
| 703509 | 2007 RW347               | 22 ottobre 2012   | Pan-STARRS               |
| 703510 | 2007 RB348               | 10 settembre 2007 | Mount Lemmon Survey      |
| 703511 | 2007 RZ348               | 1 dicembre 2008   | Mount Lemmon Survey      |
| 703512 | 2007 RG349               | 21 ottobre 2016   | Mount Lemmon Survey      |
| 703513 | 2007 RY349               | 18 febbraio 2016  | Mount Lemmon Survey      |
| 703514 | 2007 RS350               | 15 settembre 2007 | LUSS                     |
| 703515 | 2007 RU350               | 12 marzo 2010     | CSS                      |
| 703516 | 2007 RY350               | 20 gennaio 2015   | Mount Lemmon Survey      |
| 703517 | 2007 RE351               | 6 novembre 2008   | Mount Lemmon Survey      |
| 703518 | 2007 RH352               | 24 novembre 2012  | Spacewatch               |
| 703519 | 2007 RM352               | 28 aprile 2017    | Pan-STARRS               |
| 703520 | 2007 RR354               | 15 settembre 2007 | LUSS                     |
| 703521 | 2007 RH355               | 12 settembre 2007 | Mount Lemmon Survey      |
| 703522 | 2007 RU355               | 8 settembre 2007  | Mount Lemmon Survey      |
| 703523 | 2007 RG356               | 15 settembre 2007 | Mount Lemmon Survey      |
| 703524 | 2007 RS356               | 14 settembre 2007 | Mount Lemmon Survey      |
| 703525 | 2007 RV356               | 14 settembre 2007 | Mount Lemmon Survey      |
| 703526 | 2007 RS357               | 15 settembre 2007 | Mount Lemmon Survey      |
| 703527 | 2007 RW357               | 10 settembre 2007 | Spacewatch               |
| 703528 | 2007 RL358               | 13 settembre 2007 | Mount Lemmon Survey      |
| 703529 | 2007 RU358               | 9 settembre 2007  | Mount Lemmon Survey      |
| 703530 | 2007 RZ358               | 13 settembre 2007 | Mount Lemmon Survey      |
| 703531 | 2007 RF361               | 13 settembre 2007 | Mount Lemmon Survey      |
| 703532 | 2007 RQ361               | 11 settembre 2007 | Spacewatch               |
| 703533 | 2007 RM364               | 10 settembre 2007 | Mount Lemmon Survey      |
| 703534 | 2007 RQ364               | 10 settembre 2007 | Mount Lemmon Survey      |
| 703535 | 2007 RS365               | 11 settembre 2007 | Mount Lemmon Survey      |
| 703536 | 2007 RM367               | 14 settembre 2007 | CSS                      |
| 703537 | 2007 RC368               | 15 settembre 2007 | Spacewatch               |
| 703538 | 2007 RK369               | 10 settembre 2007 | Mount Lemmon Survey      |
| 703539 | 2007 RY369               | 4 settembre 2007  | Mount Lemmon Survey      |
| 703540 | 2007 RQ371               | 15 settembre 2007 | Spacewatch               |
| 703541 | 2007 RK373               | 13 settembre 2007 | Mount Lemmon Survey      |
| 703542 | 2007 RR374               | 15 settembre 2007 | Spacewatch               |
| 703543 | 2007 RG376               | 14 settembre 2007 | Mount Lemmon Survey      |
| 703544 | 2007 RS376               | 14 settembre 2007 | Mount Lemmon Survey      |
| 703545 | 2007 SR12                | 19 settembre 2007 | Spacewatch               |
| 703546 | 2007 SV17                | 23 agosto 2007    | Spacewatch               |
| 703547 | 2007 SG25                | 24 settembre 2007 | Spacewatch               |
| 703548 | 2007 SM25                | 24 settembre 2007 | Spacewatch               |
| 703549 | 2007 SO25                | 19 settembre 2007 | Spacewatch               |
| 703550 | 2007 SE26                | 19 settembre 2007 | Spacewatch               |
| 703551 | 2007 SQ27                | 5 ottobre 2013    | Pan-STARRS               |
| 703552 | 2007 SG28                | 19 settembre 2007 | Spacewatch               |
| 703553 | 2007 SL30                | 19 settembre 2007 | Spacewatch               |
| 703554 | 2007 TW10                | 7 ottobre 2007    | Mount Lemmon Survey      |
| 703555 | 2007 TD16                | 6 ottobre 2007    | G. Hug                   |
| 703556 | 2007 TR20                | 13 settembre 2007 | Mount Lemmon Survey      |
| 703557 | 2007 TA21                | 9 ottobre 2007    | F. Kugel                 |
| 703558 | 2007 TT27                | 4 ottobre 2007    | Spacewatch               |
| 703559 | 2007 TL28                | 4 ottobre 2007    | Spacewatch               |
| 703560 | 2007 TE29                | 4 ottobre 2007    | Spacewatch               |
| 703561 | 2007 TX35                | 7 ottobre 2007    | Mount Lemmon Survey      |
| 703562 | 2007 TO44                | 7 ottobre 2007    | Mount Lemmon Survey      |
| 703563 | 2007 TP50                | 4 ottobre 2007    | Spacewatch               |
| 703564 | 2007 TO51                | 4 ottobre 2007    | Spacewatch               |
| 703565 | 2007 TB59                | 15 settembre 2007 | R. A. Tucker             |
| 703566 | 2007 TA70                | 8 ottobre 2007    | LONEOS                   |
| 703567 | 2007 TY71                | 12 ottobre 2007   | Mount Lemmon Survey      |
| 703568 | 2007 TW76                | 5 ottobre 2007    | Spacewatch               |
| 703569 | 2007 TE78                | 15 settembre 2007 | Mount Lemmon Survey      |
| 703570 | 2007 TK78                | 5 ottobre 2007    | Spacewatch               |
| 703571 | 2007 TY84                | 8 ottobre 2007    | CSS                      |
| 703572 | 2007 TB85                | 8 ottobre 2007    | Mount Lemmon Survey      |
| 703573 | 2007 TW87                | 8 ottobre 2007    | Mount Lemmon Survey      |
| 703574 | 2007 TE88                | 8 ottobre 2007    | Mount Lemmon Survey      |
| 703575 | 2007 TG89                | 8 ottobre 2007    | Mount Lemmon Survey      |
| 703576 | 2007 TT95                | 7 ottobre 2007    | Spacewatch               |
| 703577 | 2007 TL97                | 8 ottobre 2007    | Mount Lemmon Survey      |
| 703578 | 2007 TN97                | 9 ottobre 2007    | Mount Lemmon Survey      |
| 703579 | 2007 TW101               | 8 ottobre 2007    | Mount Lemmon Survey      |
| 703580 | 2007 TU102               | 15 settembre 2007 | Mount Lemmon Survey      |
| 703581 | 2007 TH105               | 14 ottobre 2007   | D. R. Skillman           |
| 703582 | 2007 TP115               | 8 ottobre 2007    | Mount Lemmon Survey      |
| 703583 | 2007 TW123               | 6 ottobre 2007    | Spacewatch               |
| 703584 | 2007 TL128               | 6 ottobre 2007    | Spacewatch               |
| 703585 | 2007 TU133               | 7 ottobre 2007    | Mount Lemmon Survey      |
| 703586 | 2007 TH134               | 7 ottobre 2007    | Mount Lemmon Survey      |
| 703587 | 2007 TX135               | 8 ottobre 2007    | CSS                      |
| 703588 | 2007 TC142               | 10 marzo 2005     | Mount Lemmon Survey      |
| 703589 | 2007 TY149               | 2 settembre 2007  | Mount Lemmon Survey      |
| 703590 | 2007 TY157               | 11 ottobre 2007   | CSS                      |
| 703591 | 2007 TH158               | 15 settembre 1998 | LONEOS                   |
| 703592 | 2007 TD165               | 25 settembre 2007 | Mount Lemmon Survey      |
| 703593 | 2007 TP165               | 8 ottobre 2007    | CSS                      |
| 703594 | 2007 TK168               | 8 ottobre 2007    | CSS                      |
| 703595 | 2007 TY168               | 9 settembre 2007  | R. Ferrando, M. Ferrando |
| 703596 | 2007 TM171               | 24 ottobre 2003   | SDSS Collaboration       |
| 703597 | 2007 TT189               | 1 febbraio 2006   | Spacewatch               |
| 703598 | 2007 TB191               | 24 agosto 2007    | Spacewatch               |
| 703599 | 2007 TL191               | 4 ottobre 2007    | Mount Lemmon Survey      |
| 703600 | 2007 TH194               | 12 settembre 2007 | Mount Lemmon Survey      |

## 703601–703700
| Nome   | Designazione provvisoria | Data di scoperta  | Scopritore             |
| ------ | ------------------------ | ----------------- | ---------------------- |
| 703601 | 2007 TZ194               | 7 ottobre 2007    | Mount Lemmon Survey    |
| 703602 | 2007 TR196               | 7 ottobre 2007    | Mount Lemmon Survey    |
| 703603 | 2007 TT196               | 10 aprile 2005    | Mount Lemmon Survey    |
| 703604 | 2007 TM199               | 12 agosto 2002    | M. W. Buie, S. D. Kern |
| 703605 | 2007 TQ202               | 8 ottobre 2007    | Mount Lemmon Survey    |
| 703606 | 2007 TR203               | 8 ottobre 2007    | Mount Lemmon Survey    |
| 703607 | 2007 TA204               | 8 ottobre 2007    | Mount Lemmon Survey    |
| 703608 | 2007 TJ206               | 10 ottobre 2007   | Mount Lemmon Survey    |
| 703609 | 2007 TR207               | 11 settembre 2007 | Spacewatch             |
| 703610 | 2007 TF211               | 7 ottobre 2007    | Spacewatch             |
| 703611 | 2007 TP215               | 7 ottobre 2007    | Spacewatch             |
| 703612 | 2007 TJ219               | 8 ottobre 2007    | Mount Lemmon Survey    |
| 703613 | 2007 TC222               | 9 ottobre 2007    | Spacewatch             |
| 703614 | 2007 TL222               | 9 ottobre 2007    | Spacewatch             |
| 703615 | 2007 TP223               | 24 aprile 2003    | Spacewatch             |
| 703616 | 2007 TJ233               | 8 ottobre 2007    | Spacewatch             |
| 703617 | 2007 TF234               | 14 settembre 2007 | Mount Lemmon Survey    |
| 703618 | 2007 TG235               | 9 ottobre 2007    | Spacewatch             |
| 703619 | 2007 TZ237               | 24 agosto 2007    | Spacewatch             |
| 703620 | 2007 TU238               | 10 ottobre 2007   | Mount Lemmon Survey    |
| 703621 | 2007 TG248               | 11 settembre 2007 | Mount Lemmon Survey    |
| 703622 | 2007 TR250               | 11 ottobre 2007   | Mount Lemmon Survey    |
| 703623 | 2007 TO251               | 23 novembre 2012  | Spacewatch             |
| 703624 | 2007 TV253               | 8 ottobre 2007    | Mount Lemmon Survey    |
| 703625 | 2007 TR256               | 10 ottobre 2007   | Spacewatch             |
| 703626 | 2007 TK259               | 14 settembre 2007 | Mount Lemmon Survey    |
| 703627 | 2007 TF260               | 10 ottobre 2007   | Mount Lemmon Survey    |
| 703628 | 2007 TB264               | 11 ottobre 2007   | Spacewatch             |
| 703629 | 2007 TH264               | 11 ottobre 2007   | Spacewatch             |
| 703630 | 2007 TR264               | 11 ottobre 2007   | Spacewatch             |
| 703631 | 2007 TP265               | 11 ottobre 2007   | Spacewatch             |
| 703632 | 2007 TV269               | 9 ottobre 2007    | Spacewatch             |
| 703633 | 2007 TJ272               | 9 ottobre 2007    | Spacewatch             |
| 703634 | 2007 TL276               | 14 settembre 2007 | Mount Lemmon Survey    |
| 703635 | 2007 TJ279               | 21 novembre 2003  | NEAT                   |
| 703636 | 2007 TV279               | 12 ottobre 2007   | Mount Lemmon Survey    |
| 703637 | 2007 TD281               | 10 settembre 2007 | Mount Lemmon Survey    |
| 703638 | 2007 TE282               | 8 ottobre 2007    | Mount Lemmon Survey    |
| 703639 | 2007 TS285               | 11 settembre 2007 | Spacewatch             |
| 703640 | 2007 TH290               | 12 ottobre 2007   | Mount Lemmon Survey    |
| 703641 | 2007 TZ290               | 12 ottobre 2007   | Mount Lemmon Survey    |
| 703642 | 2007 TO295               | 25 marzo 2006     | Mount Lemmon Survey    |
| 703643 | 2007 TY296               | 10 ottobre 2007   | Mount Lemmon Survey    |
| 703644 | 2007 TE299               | 8 settembre 2007  | Mount Lemmon Survey    |
| 703645 | 2007 TV301               | 12 ottobre 2007   | Spacewatch             |
| 703646 | 2007 TJ307               | 9 ottobre 2007    | Spacewatch             |
| 703647 | 2007 TJ310               | 14 settembre 2007 | Mount Lemmon Survey    |
| 703648 | 2007 TA324               | 11 ottobre 2007   | Spacewatch             |
| 703649 | 2007 TW325               | 11 ottobre 2007   | Spacewatch             |
| 703650 | 2007 TL327               | 11 ottobre 2007   | Spacewatch             |
| 703651 | 2007 TW327               | 11 ottobre 2007   | Spacewatch             |
| 703652 | 2007 TX333               | 11 ottobre 2007   | Spacewatch             |
| 703653 | 2007 TN338               | 10 agosto 2007    | Spacewatch             |
| 703654 | 2007 TW340               | 26 agosto 2003    | Cerro Tololo Obs.      |
| 703655 | 2007 TC341               | 9 ottobre 2007    | Mount Lemmon Survey    |
| 703656 | 2007 TD342               | 9 ottobre 2007    | Mount Lemmon Survey    |
| 703657 | 2007 TL344               | 10 ottobre 2007   | Mount Lemmon Survey    |
| 703658 | 2007 TP345               | 13 settembre 2007 | Mount Lemmon Survey    |
| 703659 | 2007 TQ346               | 13 ottobre 2007   | Mount Lemmon Survey    |
| 703660 | 2007 TR346               | 13 ottobre 2007   | Mount Lemmon Survey    |
| 703661 | 2007 TX346               | 13 ottobre 2007   | Mount Lemmon Survey    |
| 703662 | 2007 TT352               | 12 settembre 2007 | Mount Lemmon Survey    |
| 703663 | 2007 TY352               | 20 maggio 2006    | Mount Lemmon Survey    |
| 703664 | 2007 TN358               | 10 aprile 2005    | Mount Lemmon Survey    |
| 703665 | 2007 TJ363               | 15 ottobre 2007   | Mount Lemmon Survey    |
| 703666 | 2007 TB364               | 15 ottobre 2007   | Mount Lemmon Survey    |
| 703667 | 2007 TE365               | 11 settembre 2007 | Mount Lemmon Survey    |
| 703668 | 2007 TC368               | 10 ottobre 2007   | Mount Lemmon Survey    |
| 703669 | 2007 TY376               | 11 ottobre 2007   | CSS                    |
| 703670 | 2007 TZ389               | 8 ottobre 2007    | Mount Lemmon Survey    |
| 703671 | 2007 TK392               | 8 ottobre 2007    | Mount Lemmon Survey    |
| 703672 | 2007 TS397               | 15 ottobre 2007   | Spacewatch             |
| 703673 | 2007 TG399               | 9 settembre 2007  | Mount Lemmon Survey    |
| 703674 | 2007 TX400               | 14 ottobre 2007   | Mount Lemmon Survey    |
| 703675 | 2007 TR401               | 15 ottobre 2007   | Mount Lemmon Survey    |
| 703676 | 2007 TA404               | 15 ottobre 2007   | Spacewatch             |
| 703677 | 2007 TX413               | 15 ottobre 2007   | CSS                    |
| 703678 | 2007 TO420               | 22 dicembre 2003  | Spacewatch             |
| 703679 | 2007 TW421               | 15 ottobre 2007   | CSS                    |
| 703680 | 2007 TX429               | 13 ottobre 2007   | Mount Lemmon Survey    |
| 703681 | 2007 TL430               | 12 ottobre 2007   | Mount Lemmon Survey    |
| 703682 | 2007 TT450               | 12 ottobre 2007   | Mount Lemmon Survey    |
| 703683 | 2007 TM452               | 9 ottobre 2007    | LONEOS                 |
| 703684 | 2007 TD455               | 9 ottobre 2007    | Mount Lemmon Survey    |
| 703685 | 2007 TN457               | 9 ottobre 2007    | Mount Lemmon Survey    |
| 703686 | 2007 TU457               | 10 ottobre 2007   | Mount Lemmon Survey    |
| 703687 | 2007 TF458               | 10 ottobre 2007   | Mount Lemmon Survey    |
| 703688 | 2007 TW459               | 9 ottobre 2007    | Spacewatch             |
| 703689 | 2007 TY459               | 12 ottobre 2007   | Spacewatch             |
| 703690 | 2007 TK460               | 15 settembre 2007 | Spacewatch             |
| 703691 | 2007 TL460               | 17 settembre 2014 | Pan-STARRS             |
| 703692 | 2007 TS460               | 10 ottobre 2007   | Spacewatch             |
| 703693 | 2007 TF461               | 12 settembre 2007 | Spacewatch             |
| 703694 | 2007 TQ461               | 10 ottobre 2007   | Spacewatch             |
| 703695 | 2007 TB462               | 23 giugno 2010    | Mount Lemmon Survey    |
| 703696 | 2007 TV462               | 13 ottobre 2016   | Pan-STARRS             |
| 703697 | 2007 TP463               | 26 febbraio 2014  | Pan-STARRS             |
| 703698 | 2007 TN464               | 12 ottobre 2007   | Spacewatch             |
| 703699 | 2007 TW465               | 17 gennaio 2013   | Spacewatch             |
| 703700 | 2007 TZ465               | 14 ottobre 2007   | CSS                    |

## 703701–703800
| Nome   | Designazione provvisoria | Data di scoperta  | Scopritore          |
| ------ | ------------------------ | ----------------- | ------------------- |
| 703701 | 2007 TG466               | 1 dicembre 2008   | Mount Lemmon Survey |
| 703702 | 2007 TK466               | 5 ottobre 1996    | Spacewatch          |
| 703703 | 2007 TQ466               | 15 ottobre 2007   | Mount Lemmon Survey |
| 703704 | 2007 TR466               | 12 ottobre 2007   | Mount Lemmon Survey |
| 703705 | 2007 TO467               | 10 giugno 2018    | Pan-STARRS          |
| 703706 | 2007 TY467               | 28 luglio 2011    | Pan-STARRS          |
| 703707 | 2007 TQ468               | 12 ottobre 2007   | Spacewatch          |
| 703708 | 2007 TZ468               | 21 ottobre 2016   | Mount Lemmon Survey |
| 703709 | 2007 TK469               | 24 agosto 2007    | Spacewatch          |
| 703710 | 2007 TX470               | 27 luglio 2011    | Pan-STARRS          |
| 703711 | 2007 TD471               | 15 ottobre 2007   | Mount Lemmon Survey |
| 703712 | 2007 TN471               | 14 giugno 2015    | Mount Lemmon Survey |
| 703713 | 2007 TH472               | 15 ottobre 2012   | Spacewatch          |
| 703714 | 2007 TH474               | 10 ottobre 2007   | Mount Lemmon Survey |
| 703715 | 2007 TK474               | 18 giugno 2015    | Pan-STARRS          |
| 703716 | 2007 TP474               | 30 settembre 2016 | Pan-STARRS          |
| 703717 | 2007 TS474               | 26 febbraio 2014  | Pan-STARRS          |
| 703718 | 2007 TU474               | 2 settembre 2011  | Pan-STARRS          |
| 703719 | 2007 TY474               | 3 marzo 2009      | Spacewatch          |
| 703720 | 2007 TF475               | 12 ottobre 2007   | CSS                 |
| 703721 | 2007 TG475               | 27 settembre 2016 | Pan-STARRS          |
| 703722 | 2007 TM475               | 8 ottobre 2007    | Mount Lemmon Survey |
| 703723 | 2007 TX475               | 10 ottobre 2007   | CSS                 |
| 703724 | 2007 TE476               | 30 settembre 2016 | Pan-STARRS          |
| 703725 | 2007 TN476               | 29 gennaio 2009   | Mount Lemmon Survey |
| 703726 | 2007 TT476               | 18 ottobre 2014   | Mount Lemmon Survey |
| 703727 | 2007 TS477               | 15 ottobre 2007   | Mount Lemmon Survey |
| 703728 | 2007 TF479               | 5 novembre 2016   | Mount Lemmon Survey |
| 703729 | 2007 TR479               | 12 ottobre 2007   | Mount Lemmon Survey |
| 703730 | 2007 TW480               | 14 ottobre 2007   | Spacewatch          |
| 703731 | 2007 TD483               | 13 ottobre 2007   | Mount Lemmon Survey |
| 703732 | 2007 TO483               | 14 ottobre 2007   | Mount Lemmon Survey |
| 703733 | 2007 TD485               | 9 ottobre 2007    | Spacewatch          |
| 703734 | 2007 TP485               | 12 ottobre 2007   | Spacewatch          |
| 703735 | 2007 TD486               | 8 ottobre 2007    | Mount Lemmon Survey |
| 703736 | 2007 TO488               | 4 ottobre 2007    | Spacewatch          |
| 703737 | 2007 TC489               | 12 ottobre 2007   | Mount Lemmon Survey |
| 703738 | 2007 TR489               | 11 ottobre 2007   | Mount Lemmon Survey |
| 703739 | 2007 TL490               | 9 ottobre 2007    | Mount Lemmon Survey |
| 703740 | 2007 TU490               | 11 ottobre 2007   | Spacewatch          |
| 703741 | 2007 TG491               | 12 ottobre 2007   | Spacewatch          |
| 703742 | 2007 TM491               | 8 ottobre 2007    | CSS                 |
| 703743 | 2007 TU493               | 13 ottobre 2007   | Mount Lemmon Survey |
| 703744 | 2007 TO495               | 9 ottobre 2007    | Mount Lemmon Survey |
| 703745 | 2007 TX503               | 7 ottobre 2007    | Mount Lemmon Survey |
| 703746 | 2007 TZ503               | 15 ottobre 2007   | Mount Lemmon Survey |
| 703747 | 2007 TT505               | 10 ottobre 2007   | Spacewatch          |
| 703748 | 2007 TB507               | 12 ottobre 2007   | Mount Lemmon Survey |
| 703749 | 2007 US4                 | 4 ottobre 2007    | Spacewatch          |
| 703750 | 2007 UV13                | 11 ottobre 2007   | Mount Lemmon Survey |
| 703751 | 2007 UQ26                | 16 ottobre 2007   | Mount Lemmon Survey |
| 703752 | 2007 UA28                | 19 settembre 2007 | Spacewatch          |
| 703753 | 2007 UB30                | 10 ottobre 2007   | CSS                 |
| 703754 | 2007 UL31                | 19 ottobre 2007   | CSS                 |
| 703755 | 2007 UV32                | 19 ottobre 2007   | Spacewatch          |
| 703756 | 2007 UL35                | 21 settembre 2007 | PMO NEO             |
| 703757 | 2007 UY39                | 20 ottobre 2007   | Mount Lemmon Survey |
| 703758 | 2007 UW40                | 16 ottobre 2007   | Spacewatch          |
| 703759 | 2007 UN42                | 16 ottobre 2007   | Mount Lemmon Survey |
| 703760 | 2007 UW42                | 9 ottobre 2007    | Spacewatch          |
| 703761 | 2007 UH50                | 24 ottobre 2007   | Mount Lemmon Survey |
| 703762 | 2007 UB56                | 18 ottobre 2007   | Spacewatch          |
| 703763 | 2007 UM56                | 16 ottobre 2007   | Spacewatch          |
| 703764 | 2007 UF58                | 10 ottobre 2007   | Spacewatch          |
| 703765 | 2007 UW61                | 30 ottobre 2007   | Spacewatch          |
| 703766 | 2007 UA63                | 12 settembre 2007 | Mount Lemmon Survey |
| 703767 | 2007 UC69                | 7 ottobre 2007    | Mount Lemmon Survey |
| 703768 | 2007 UJ69                | 18 ottobre 2007   | Spacewatch          |
| 703769 | 2007 UO72                | 31 ottobre 2007   | Mount Lemmon Survey |
| 703770 | 2007 UJ74                | 31 ottobre 2007   | Mount Lemmon Survey |
| 703771 | 2007 UL74                | 31 ottobre 2007   | Mount Lemmon Survey |
| 703772 | 2007 UW76                | 11 ottobre 2007   | Spacewatch          |
| 703773 | 2007 UB88                | 30 ottobre 2007   | Spacewatch          |
| 703774 | 2007 UA91                | 4 ottobre 2007    | Spacewatch          |
| 703775 | 2007 UB91                | 30 ottobre 2007   | Mount Lemmon Survey |
| 703776 | 2007 UT98                | 30 ottobre 2007   | Spacewatch          |
| 703777 | 2007 UM102               | 30 ottobre 2007   | Mount Lemmon Survey |
| 703778 | 2007 UA109               | 30 ottobre 2007   | Spacewatch          |
| 703779 | 2007 UT117               | 8 ottobre 2007    | Spacewatch          |
| 703780 | 2007 UU125               | 30 ottobre 2007   | Spacewatch          |
| 703781 | 2007 UG127               | 30 ottobre 2007   | Spacewatch          |
| 703782 | 2007 UG131               | 16 ottobre 2007   | Mount Lemmon Survey |
| 703783 | 2007 UJ139               | 21 ottobre 2007   | Mount Lemmon Survey |
| 703784 | 2007 UF140               | 16 ottobre 2007   | Mount Lemmon Survey |
| 703785 | 2007 UA143               | 8 ottobre 2007    | Mount Lemmon Survey |
| 703786 | 2007 UL143               | 20 ottobre 2007   | Spacewatch          |
| 703787 | 2007 UM143               | 20 ottobre 2007   | Spacewatch          |
| 703788 | 2007 UC144               | 18 ottobre 2007   | Mount Lemmon Survey |
| 703789 | 2007 US144               | 20 ottobre 2007   | Mount Lemmon Survey |
| 703790 | 2007 UG145               | 21 ottobre 2007   | Mount Lemmon Survey |
| 703791 | 2007 UG146               | 26 febbraio 2014  | Pan-STARRS          |
| 703792 | 2007 US146               | 18 ottobre 2007   | Spacewatch          |
| 703793 | 2007 UM148               | 12 settembre 2015 | Pan-STARRS          |
| 703794 | 2007 US148               | 5 novembre 2016   | Mount Lemmon Survey |
| 703795 | 2007 UB149               | 31 ottobre 2007   | Mount Lemmon Survey |
| 703796 | 2007 UE149               | 9 settembre 2007  | Spacewatch          |
| 703797 | 2007 UP149               | 12 marzo 2014     | Mount Lemmon Survey |
| 703798 | 2007 UU151               | 30 dicembre 2008  | Spacewatch          |
| 703799 | 2007 UY151               | 5 marzo 2010      | Spacewatch          |
| 703800 | 2007 UN152               | 23 agosto 2011    | L. Elenin           |

## 703801–703900
| Nome   | Designazione provvisoria | Data di scoperta  | Scopritore          |
| ------ | ------------------------ | ----------------- | ------------------- |
| 703801 | 2007 UO152               | 25 settembre 2016 | Mount Lemmon Survey |
| 703802 | 2007 UV152               | 26 febbraio 2014  | Pan-STARRS          |
| 703803 | 2007 UY152               | 30 settembre 2016 | Pan-STARRS          |
| 703804 | 2007 UL153               | 8 dicembre 2012   | Mount Lemmon Survey |
| 703805 | 2007 UC154               | 27 settembre 2016 | Pan-STARRS          |
| 703806 | 2007 UE154               | 18 ottobre 2007   | Mount Lemmon Survey |
| 703807 | 2007 UL154               | 21 dicembre 2014  | Pan-STARRS          |
| 703808 | 2007 UQ154               | 16 febbraio 2015  | Pan-STARRS          |
| 703809 | 2007 UW156               | 31 ottobre 2007   | Mount Lemmon Survey |
| 703810 | 2007 UC157               | 31 ottobre 2007   | Mount Lemmon Survey |
| 703811 | 2007 UD157               | 17 ottobre 2007   | Mount Lemmon Survey |
| 703812 | 2007 UV158               | 31 ottobre 2007   | Mount Lemmon Survey |
| 703813 | 2007 UC159               | 23 ottobre 2007   | Spacewatch          |
| 703814 | 2007 UP162               | 30 ottobre 2007   | Spacewatch          |
| 703815 | 2007 UQ164               | 18 ottobre 2007   | Mount Lemmon Survey |
| 703816 | 2007 VQ15                | 12 ottobre 2007   | Spacewatch          |
| 703817 | 2007 VC17                | 8 ottobre 2007    | Spacewatch          |
| 703818 | 2007 VA19                | 7 ottobre 2007    | Mount Lemmon Survey |
| 703819 | 2007 VF19                | 1 novembre 2007   | Mount Lemmon Survey |
| 703820 | 2007 VM26                | 2 novembre 2007   | Mount Lemmon Survey |
| 703821 | 2007 VT26                | 2 novembre 2007   | Mount Lemmon Survey |
| 703822 | 2007 VL28                | 2 novembre 2007   | Mount Lemmon Survey |
| 703823 | 2007 VJ29                | 19 agosto 2001    | Cerro Tololo Obs.   |
| 703824 | 2007 VF34                | 20 ottobre 2007   | W. Bickel           |
| 703825 | 2007 VU34                | 8 maggio 2006     | Mount Lemmon Survey |
| 703826 | 2007 VH35                | 1 novembre 2007   | Spacewatch          |
| 703827 | 2007 VK37                | 12 ottobre 2007   | Spacewatch          |
| 703828 | 2007 VK38                | 2 novembre 2007   | Mount Lemmon Survey |
| 703829 | 2007 VM50                | 1 novembre 2007   | Spacewatch          |
| 703830 | 2007 VB54                | 1 novembre 2007   | Spacewatch          |
| 703831 | 2007 VK61                | 1 novembre 2007   | Spacewatch          |
| 703832 | 2007 VW67                | 25 ottobre 2003   | Spacewatch          |
| 703833 | 2007 VN68                | 18 ottobre 2007   | Spacewatch          |
| 703834 | 2007 VE69                | 18 agosto 2007    | LONEOS              |
| 703835 | 2007 VJ74                | 3 novembre 2007   | Spacewatch          |
| 703836 | 2007 VL77                | 10 ottobre 2007   | Mount Lemmon Survey |
| 703837 | 2007 VM79                | 14 settembre 2007 | Mount Lemmon Survey |
| 703838 | 2007 VE83                | 4 novembre 2007   | Mount Lemmon Survey |
| 703839 | 2007 VF85                | 17 ottobre 2007   | Mount Lemmon Survey |
| 703840 | 2007 VO87                | 2 novembre 2007   | LINEAR              |
| 703841 | 2007 VW92                | 3 novembre 2007   | LINEAR              |
| 703842 | 2007 VY98                | 14 settembre 2007 | Mount Lemmon Survey |
| 703843 | 2007 VE102               | 2 novembre 2007   | Spacewatch          |
| 703844 | 2007 VL104               | 3 novembre 2007   | Spacewatch          |
| 703845 | 2007 VR104               | 14 ottobre 2007   | Mount Lemmon Survey |
| 703846 | 2007 VE112               | 3 novembre 2007   | Spacewatch          |
| 703847 | 2007 VF112               | 3 novembre 2007   | Spacewatch          |
| 703848 | 2007 VH113               | 3 novembre 2007   | Spacewatch          |
| 703849 | 2007 VR113               | 19 ottobre 1998   | Spacewatch          |
| 703850 | 2007 VN120               | 9 ottobre 2007    | Spacewatch          |
| 703851 | 2007 VJ121               | 5 novembre 2007   | Spacewatch          |
| 703852 | 2007 VJ123               | 18 ottobre 2007   | Mount Lemmon Survey |
| 703853 | 2007 VS124               | 5 novembre 2007   | Mount Lemmon Survey |
| 703854 | 2007 VD129               | 1 novembre 2007   | Mount Lemmon Survey |
| 703855 | 2007 VK129               | 1 novembre 2007   | Mount Lemmon Survey |
| 703856 | 2007 VM129               | 18 ottobre 2007   | Spacewatch          |
| 703857 | 2007 VZ133               | 3 novembre 2007   | Spacewatch          |
| 703858 | 2007 VG137               | 5 novembre 2007   | Mount Lemmon Survey |
| 703859 | 2007 VK139               | 12 ottobre 2007   | Spacewatch          |
| 703860 | 2007 VF143               | 4 novembre 2007   | Spacewatch          |
| 703861 | 2007 VS146               | 4 novembre 2007   | Mount Lemmon Survey |
| 703862 | 2007 VW150               | 20 ottobre 2007   | Mount Lemmon Survey |
| 703863 | 2007 VA151               | 7 novembre 2007   | Spacewatch          |
| 703864 | 2007 VT152               | 2 novembre 2007   | Spacewatch          |
| 703865 | 2007 VY152               | 2 novembre 2007   | CSS                 |
| 703866 | 2007 VH154               | 5 novembre 2007   | Spacewatch          |
| 703867 | 2007 VM154               | 5 novembre 2007   | Spacewatch          |
| 703868 | 2007 VK155               | 5 novembre 2007   | Spacewatch          |
| 703869 | 2007 VS155               | 5 novembre 2007   | Spacewatch          |
| 703870 | 2007 VB156               | 5 novembre 2007   | Spacewatch          |
| 703871 | 2007 VK158               | 20 ottobre 2007   | Mount Lemmon Survey |
| 703872 | 2007 VE160               | 20 ottobre 2007   | Mount Lemmon Survey |
| 703873 | 2007 VV162               | 5 novembre 2007   | Spacewatch          |
| 703874 | 2007 VQ163               | 5 novembre 2007   | Spacewatch          |
| 703875 | 2007 VT163               | 5 novembre 2007   | Spacewatch          |
| 703876 | 2007 VZ172               | 2 novembre 2007   | Mount Lemmon Survey |
| 703877 | 2007 VY178               | 20 ottobre 2007   | Spacewatch          |
| 703878 | 2007 VL182               | 12 ottobre 2007   | Mount Lemmon Survey |
| 703879 | 2007 VD196               | 12 ottobre 2007   | Spacewatch          |
| 703880 | 2007 VS202               | 12 maggio 2005    | Spacewatch          |
| 703881 | 2007 VG208               | 3 novembre 2007   | Spacewatch          |
| 703882 | 2007 VT209               | 7 novembre 2007   | Spacewatch          |
| 703883 | 2007 VU209               | 7 novembre 2007   | Spacewatch          |
| 703884 | 2007 VW209               | 7 novembre 2007   | Spacewatch          |
| 703885 | 2007 VB212               | 9 novembre 2007   | Spacewatch          |
| 703886 | 2007 VH213               | 9 novembre 2007   | Spacewatch          |
| 703887 | 2007 VZ214               | 9 novembre 2007   | Spacewatch          |
| 703888 | 2007 VY215               | 9 novembre 2007   | Spacewatch          |
| 703889 | 2007 VT229               | 7 novembre 2007   | Spacewatch          |
| 703890 | 2007 VV231               | 7 novembre 2007   | Spacewatch          |
| 703891 | 2007 VM232               | 7 novembre 2007   | Spacewatch          |
| 703892 | 2007 VP233               | 8 novembre 2007   | Spacewatch          |
| 703893 | 2007 VD236               | 3 novembre 2007   | Spacewatch          |
| 703894 | 2007 VL238               | 13 novembre 2007  | Spacewatch          |
| 703895 | 2007 VK244               | 9 ottobre 2007    | Spacewatch          |
| 703896 | 2007 VO245               | 8 novembre 2007   | CSS                 |
| 703897 | 2007 VT247               | 2 novembre 2007   | Mount Lemmon Survey |
| 703898 | 2007 VQ254               | 15 novembre 2007  | Mount Lemmon Survey |
| 703899 | 2007 VS255               | 9 novembre 2007   | Mount Lemmon Survey |
| 703900 | 2007 VH256               | 15 gennaio 2004   | Spacewatch          |

## 703901–704000
| Nome   | Designazione provvisoria | Data di scoperta | Scopritore          |
| ------ | ------------------------ | ---------------- | ------------------- |
| 703901 | 2007 VV257               | 15 novembre 2007 | Mount Lemmon Survey |
| 703902 | 2007 VJ266               | 13 novembre 2007 | Spacewatch          |
| 703903 | 2007 VA276               | 13 novembre 2007 | Spacewatch          |
| 703904 | 2007 VP276               | 2 novembre 2007  | Spacewatch          |
| 703905 | 2007 VR276               | 4 novembre 2007  | Spacewatch          |
| 703906 | 2007 VS278               | 17 ottobre 2007  | Mount Lemmon Survey |
| 703907 | 2007 VB281               | 7 novembre 2007  | Spacewatch          |
| 703908 | 2007 VP281               | 3 novembre 2007  | Spacewatch          |
| 703909 | 2007 VB285               | 14 novembre 2007 | Spacewatch          |
| 703910 | 2007 VE286               | 14 novembre 2007 | Spacewatch          |
| 703911 | 2007 VT288               | 13 novembre 2007 | CSS                 |
| 703912 | 2007 VG289               | 13 novembre 2007 | Mount Lemmon Survey |
| 703913 | 2007 VD292               | 14 novembre 2007 | Spacewatch          |
| 703914 | 2007 VN293               | 5 novembre 2007  | Spacewatch          |
| 703915 | 2007 VE296               | 14 maggio 1993   | Spacewatch          |
| 703916 | 2007 VY298               | 3 novembre 2007  | CSS                 |
| 703917 | 2007 VH304               | 18 ottobre 2007  | Mount Lemmon Survey |
| 703918 | 2007 VA313               | 5 novembre 2007  | Spacewatch          |
| 703919 | 2007 VF324               | 5 novembre 2007  | Spacewatch          |
| 703920 | 2007 VG335               | 1 novembre 2007  | Spacewatch          |
| 703921 | 2007 VV336               | 19 marzo 2009    | Spacewatch          |
| 703922 | 2007 VA337               | 5 febbraio 2013  | Mount Lemmon Survey |
| 703923 | 2007 VK338               | 3 novembre 2007  | Mount Lemmon Survey |
| 703924 | 2007 VP338               | 28 dicembre 2003 | Spacewatch          |
| 703925 | 2007 VQ339               | 2 novembre 2007  | Mount Lemmon Survey |
| 703926 | 2007 VW342               | 11 dicembre 2014 | Mount Lemmon Survey |
| 703927 | 2007 VN343               | 31 marzo 2009    | Spacewatch          |
| 703928 | 2007 VO343               | 2 novembre 2007  | Spacewatch          |
| 703929 | 2007 VT343               | 8 agosto 2012    | Pan-STARRS          |
| 703930 | 2007 VU343               | 6 ottobre 2012   | Pan-STARRS          |
| 703931 | 2007 VV343               | 14 novembre 2007 | Spacewatch          |
| 703932 | 2007 VN344               | 14 novembre 2007 | Spacewatch          |
| 703933 | 2007 VO344               | 3 novembre 2007  | Spacewatch          |
| 703934 | 2007 VM345               | 2 novembre 2007  | Spacewatch          |
| 703935 | 2007 VX346               | 4 novembre 2007  | Spacewatch          |
| 703936 | 2007 VD348               | 5 aprile 2014    | Pan-STARRS          |
| 703937 | 2007 VE348               | 14 novembre 2007 | Spacewatch          |
| 703938 | 2007 VG348               | 20 luglio 2012   | R. Holmes           |
| 703939 | 2007 VK348               | 14 novembre 2007 | Spacewatch          |
| 703940 | 2007 VN348               | 5 novembre 2007  | Mount Lemmon Survey |
| 703941 | 2007 VX348               | 5 novembre 2007  | Mount Lemmon Survey |
| 703942 | 2007 VJ349               | 3 novembre 2007  | Spacewatch          |
| 703943 | 2007 VT349               | 8 ottobre 2013   | Mount Lemmon Survey |
| 703944 | 2007 VG351               | 11 aprile 2010   | Mount Lemmon Survey |
| 703945 | 2007 VE352               | 19 gennaio 1996  | Spacewatch          |
| 703946 | 2007 VO354               | 14 gennaio 2018  | Pan-STARRS          |
| 703947 | 2007 VL355               | 31 agosto 2011   | Pan-STARRS          |
| 703948 | 2007 VN355               | 4 settembre 2011 | Pan-STARRS          |
| 703949 | 2007 VO355               | 2 novembre 2007  | Mount Lemmon Survey |
| 703950 | 2007 VH356               | 23 gennaio 2018  | Mount Lemmon Survey |
| 703951 | 2007 VJ356               | 12 marzo 2014    | Mount Lemmon Survey |
| 703952 | 2007 VK356               | 4 novembre 2007  | Spacewatch          |
| 703953 | 2007 VO356               | 5 settembre 2007 | Mount Lemmon Survey |
| 703954 | 2007 VF357               | 7 ottobre 2016   | Pan-STARRS          |
| 703955 | 2007 VH359               | 14 novembre 2007 | Spacewatch          |
| 703956 | 2007 VK359               | 2 agosto 2016    | Pan-STARRS          |
| 703957 | 2007 VS361               | 13 novembre 2017 | Pan-STARRS          |
| 703958 | 2007 VE362               | 8 novembre 2007  | Spacewatch          |
| 703959 | 2007 VH364               | 3 novembre 2007  | Spacewatch          |
| 703960 | 2007 VO364               | 2 novembre 2007  | Spacewatch          |
| 703961 | 2007 VB366               | 8 novembre 2007  | Spacewatch          |
| 703962 | 2007 VE366               | 5 novembre 2007  | Mount Lemmon Survey |
| 703963 | 2007 VQ366               | 5 novembre 2007  | Mount Lemmon Survey |
| 703964 | 2007 VV366               | 2 novembre 2007  | Spacewatch          |
| 703965 | 2007 VF367               | 2 novembre 2007  | Spacewatch          |
| 703966 | 2007 VO368               | 5 novembre 2007  | Mount Lemmon Survey |
| 703967 | 2007 VV368               | 3 novembre 2007  | Spacewatch          |
| 703968 | 2007 VE369               | 3 novembre 2007  | Spacewatch          |
| 703969 | 2007 VX369               | 3 novembre 2007  | Mount Lemmon Survey |
| 703970 | 2007 VL370               | 2 novembre 2007  | Mount Lemmon Survey |
| 703971 | 2007 VM370               | 8 novembre 2007  | Mount Lemmon Survey |
| 703972 | 2007 VN370               | 4 novembre 2007  | Spacewatch          |
| 703973 | 2007 VO370               | 12 novembre 2007 | Mount Lemmon Survey |
| 703974 | 2007 VQ370               | 2 novembre 2007  | Spacewatch          |
| 703975 | 2007 VH376               | 5 novembre 2007  | Mount Lemmon Survey |
| 703976 | 2007 VL377               | 5 novembre 2007  | Mount Lemmon Survey |
| 703977 | 2007 VY378               | 8 novembre 2007  | Spacewatch          |
| 703978 | 2007 VN379               | 12 novembre 2007 | Mount Lemmon Survey |
| 703979 | 2007 VK381               | 5 novembre 2007  | Mount Lemmon Survey |
| 703980 | 2007 WR10                | 17 novembre 2007 | Mount Lemmon Survey |
| 703981 | 2007 WJ12                | 12 novembre 2007 | CSS                 |
| 703982 | 2007 WK16                | 18 novembre 2007 | Mount Lemmon Survey |
| 703983 | 2007 WD18                | 7 novembre 2007  | Spacewatch          |
| 703984 | 2007 WE19                | 18 novembre 2007 | Mount Lemmon Survey |
| 703985 | 2007 WT25                | 29 dicembre 2003 | Spacewatch          |
| 703986 | 2007 WC33                | 19 novembre 2007 | Mount Lemmon Survey |
| 703987 | 2007 WN34                | 4 novembre 2007  | Spacewatch          |
| 703988 | 2007 WO34                | 19 novembre 2007 | Mount Lemmon Survey |
| 703989 | 2007 WR34                | 8 novembre 2007  | Spacewatch          |
| 703990 | 2007 WD37                | 8 novembre 2007  | Spacewatch          |
| 703991 | 2007 WB39                | 16 aprile 2005   | Spacewatch          |
| 703992 | 2007 WR46                | 3 novembre 2007  | Mount Lemmon Survey |
| 703993 | 2007 WW47                | 20 novembre 2007 | Mount Lemmon Survey |
| 703994 | 2007 WA48                | 12 novembre 2007 | Mount Lemmon Survey |
| 703995 | 2007 WO50                | 20 novembre 2007 | Mount Lemmon Survey |
| 703996 | 2007 WQ53                | 13 agosto 2002   | Spacewatch          |
| 703997 | 2007 WR59                | 17 novembre 2007 | Spacewatch          |
| 703998 | 2007 WK63                | 20 novembre 2007 | Spacewatch          |
| 703999 | 2007 WW64                | 18 novembre 2007 | Mount Lemmon Survey |
| 704000 | 2007 WP65                | 1 gennaio 2009   | Spacewatch          |